# Облаче ле бяло (албум)
Вижте пояснителната страница за други значения на Облаче ле бяло.
Облаче ле бяло е българска естрада (стара градска песен) изпълнена от Силви Вартан през 2006 в Монте-Карло. 

## Изпълнители
- Добрин Векилов – вокал, музика
- Момчил Колев – аранжимент

## Песни
1. Белокаменна чешма – 2:33
2. Разлъка – 3:38
3. Молитва – 2:45
4. Ой, душице – 2:45
5. Биляна платно белеше (инструментал) – 2:47
6. Неразделни – 4:27
7. Когато бях овчарче – 4:15
8. Сладкопойна чучулига (инструментал) – 2:50
9. Я кажи ми, облаче ле бяло – 2:21
10. Покойници – 4:47
11. Хубава си, моя горо – 3:05
12. Къде си вярна ти любов народна (инструментал) – 4:02